# UCI Asia Tour 2019
Navigation
Édition précédente Édition suivante
L'UCI Asia Tour 2019 est la 15e édition de l'UCI Asia Tour, l'un des cinq circuits continentaux de cyclisme de l'Union cycliste internationale. Il est composé de 33 compétitions organisées du 23 octobre 2018 au 20 octobre 2019 en Asie.

## Calendrier des épreuves

### Octobre 2018
| Date  | Course         | Pays  | Classe | Vainqueur      | Équipe                      |
| ----- | -------------- | ----- | ------ | -------------- | --------------------------- |
| 23-31 | Tour de Hainan | Chine | 2.HC   | Fausto Masnada | Androni Giocattoli-Sidermec |

### Novembre 2018
| Date  | Course               | Pays      | Classe | Vainqueur      | Équipe                          |
| ----- | -------------------- | --------- | ------ | -------------- | ------------------------------- |
| 4-11  | Tour de Singkarak    | Indonésie | 2.2    | Jesse Ewart    | Sapura                          |
| 9-11  | Tour de Quanzhou Bay | Chine     | 2.2    | Max Stedman    | Canyon Eisberg                  |
| 11    | Tour d'Okinawa       | Japon     | 1.2    | Alan Marangoni | Nippo-Vini Fantini-Europa Ovini |
| 14-18 | Tour de Fuzhou       | Chine     | 2.1    | Ilya Davidenok | Beijing XDS-Innova              |

### Février
| Date  | Course          | Pays        | Classe | Vainqueur         | Équipe          |
| ----- | --------------- | ----------- | ------ | ----------------- | --------------- |
| 8-12  | Ronda Pilipinas | Philippines | 2.2    | Francisco Mancebo | Matrix Powertag |
| 16-21 | Tour d'Oman     | Oman        | 2.HC   | Alexey Lutsenko   | Astana          |

### Mars
| Date  | Course          | Pays   | Classe | Vainqueur       | Équipe              |
| ----- | --------------- | ------ | ------ | --------------- | ------------------- |
| 17-21 | Tour de Taïwan  | Taïwan | 2.1    | Jonathan Clarke | Floyd's Pro Cycling |
| 22-24 | Tour de Tochigi | Japon  | 2.2    | Raymond Kreder  | Ukyo                |

### Avril
| Date  | Course                 | Pays      | Classe | Vainqueur       | Équipe                |
| ----- | ---------------------- | --------- | ------ | --------------- | --------------------- |
| 1-6   | Tour de Thaïlande      | Thaïlande | 2.1    | Ryan Cavanagh   | St George Continental |
| 6-13  | Tour de Langkawi       | Malaisie  | 2.HC   | Benjamin Dyball | Sapura                |
| 17-21 | Tour de Iskandar Johor | Malaisie  | 2.2    | Mario Vogt      | Sapura                |

### Mai
| Date  | Course          | Pays        | Classe | Vainqueur      | Équipe                              |
| ----- | --------------- | ----------- | ------ | -------------- | ----------------------------------- |
| 19-26 | Tour du Japon   | Japon       | 2.1    | Chris Harper   | BridgeLane                          |
| 23-26 | PRUride PH      | Philippines | 2.2    | Marcelo Felipe | 7 Eleven-Cliqq Roadbike Philippines |
| 26-30 | Tour de Taiyuan | Chine       | 2.2    | Cameron Piper  | Illuminate                          |
| 30-2  | Tour de Kumano  | Japon       | 2.2    | Orluis Aular   | Matrix Powertag                     |

### Juin
| Date  | Course               | Pays         | Classe | Vainqueur        | Équipe                     |
| ----- | -------------------- | ------------ | ------ | ---------------- | -------------------------- |
| 12-16 | Tour de Corée        | Corée du Sud | 2.1    | Filippo Zaccanti | Nippo-Vini Fantini-Faizanè |
| 14-18 | Tour des Philippines | Philippines  | 2.2    | Jeroen Meijers   | Taiyuan Miogee             |

### Juillet
| Date  | Course                | Pays  | Classe | Vainqueur         | Équipe   |
| ----- | --------------------- | ----- | ------ | ----------------- | -------- |
| 14-27 | Tour du lac Qinghai   | Chine | 2.HC   | Robinson Chalapud | Medellín |
| 21    | Tokyo 2020 Test Event | Japon | 1.2    | Diego Ulissi      | Italie   |

### Août
| Date  | Course             | Pays       | Classe | Vainqueur     | Équipe             |
| ----- | ------------------ | ---------- | ------ | ------------- | ------------------ |
| 11    | Oita Urban Classic | Japon      | 1.2    | Drew Morey    | Terengganu Inc-TSG |
| 19-23 | Tour d'Indonésie   | Indonésie  | 2.1    | Thomas Lebas  | Kinan              |
| 30-31 | Tour d'Almaty      | Kazakhstan | 2.1    | Yuriy Natarov | Astana             |

### Septembre
| Date  | Course           | Pays      | Classe | Vainqueur                    | Équipe                     |
| ----- | ---------------- | --------- | ------ | ---------------------------- | -------------------------- |
| 2-4   | Tour de Xingtai  | Chine     | 2.2    | Carlos Cobos                 | Vigo-Rías Baixas           |
| 6-8   | Tour de Hokkaido | Japon     | 2.2    | Filippo Zaccanti             | Nippo-Vini Fantini-Faizanè |
| 7-14  | Tour de Chine I  | Chine     | 2.1    | Jeroen Meijers               | Taiyuan Miogee             |
| 16-22 | Tour de Chine II | Chine     | 2.1    | Lyu Xianjing                 | Hengxiang Cycling Team     |
| 19-22 | Tour de Siak     | Indonésie | 2.2    | Nur Amirul Fakhruddin Mazuki | Terengganu                 |
| 25-28 | Tour de l'Ijen   | Indonésie | 2.2    | Robbie Hucker                | Ukyo                       |

### Octobre
| Date  | Course                    | Pays     | Classe | Vainqueur     | Équipe                |
| ----- | ------------------------- | -------- | ------ | ------------- | --------------------- |
| 2-6   | Tour d'Iran - Azerbaïdjan | Iran     | 2.1    | Savva Novikov | Lokosphinx            |
| 9-15  | Tour du lac Taihu         | Chine    | 2.1    | Dylan Kennett | St George Continental |
| 15-19 | Tour de la Péninsule      | Malaisie | 2.1    | Marcos García | Kinan                 |
| 20    | Japan Cup                 | Japon    | 1.HC   | Bauke Mollema | Trek-Segafredo        |

### Épreuves annulées
| Date       | Course           | Pays      | Classe | Cause              |
| ---------- | ---------------- | --------- | ------ | ------------------ |
| 12-13 oct. | Hammer Hong Kong | Hong Kong | 2.1    | raisons politiques |

## Classements
- Note: classements définitifs au 22 octobre[1],[2]

| #  | Coureur                      | Équipe                   | Pts.   |
| -- | ---------------------------- | ------------------------ | ------ |
| 1  | Alexey Lutsenko              | Astana                   | 1688   |
| 2  | Lyu Xianjing*                | Hengxiang                | 508    |
| 3  | Yevgeniy Gidich              | Astana                   | 362,67 |
| 4  | Nariyuki Masuda              | Utsunomiya Blitzen       | 297,17 |
| 5  | Chun Kai Feng                | Bahrain-Merida           | 280    |
| 6  | Choon Huat Goh               | Terengganu Inc-TSG       | 260    |
| 7  | Vadim Pronskiy*              | Vino-Astana Motors       | 250    |
| 8  | Mohammad Ganjkhanlou         | Foolad Mobarakeh Sepahan | 235    |
| 9  | Dmitriy Gruzdev              | Astana                   | 226,67 |
| 10 | Daniil Fominykh              | Astana                   | 225,67 |
| 11 | Ka Hoo Fung                  | HKSI                     | 204    |
| 12 | Zhandos Bizhigitov           | Astana                   | 196,67 |
| 13 | Yousif Mirza                 | UAE Emirates             | 196,5  |
| 14 | Nur Amirul Fakhruddin Mazuki | Terengganu Inc-TSG       | 170    |
| 15 | Saeid Safarzadeh             | Tianyoude Hotel          | 166,25 |
| 16 | Maral-Erdene Batmunkh        | Terengganu Inc-TSG       | 165    |
| 17 | Choe Hyeong-min              | Geumsan Insam Cello      | 159,17 |
| 18 | Andrey Zeits                 | Astana                   | 159    |
| 19 | Kim Eu-ro*                   | LX                       | 151    |
| 20 | Yuriy Natarov                | Astana                   | 150,67 |

| #  | Équipe                   | Pts.    |
| -- | ------------------------ | ------- |
| 1  | Terengganu Inc-TSG       | 2658    |
| 2  | Sapura                   | 1822,26 |
| 3  | Ukyo                     | 935,17  |
| 4  | Matrix Powertag          | 813     |
| 5  | HKSI                     | 735     |
| 6  | Vino-Astana Motors       | 725     |
| 7  | Kinan                    | 695     |
| 8  | VIB Sports               | 636     |
| 9  | Hengxiang                | 590     |
| 10 | Interpro Cycling Academy | 534     |

| #  | Pays                | Pts.    |
| -- | ------------------- | ------- |
| 1  | Kazakhstan          | 3259,35 |
| 2  | Iran                | 990     |
| 3  | Japon               | 906,17  |
| 4  | Chine               | 744     |
| 5  | Hong Kong           | 719     |
| 6  | Corée du Sud        | 691,51  |
| 7  | Mongolie            | 593     |
| 8  | Émirats arabes unis | 517,5   |
| 9  | Taïwan              | 514     |
| 10 | Singapour           | 505     |

| # | Pays         | Pts.   |
| - | ------------ | ------ |
| 1 | Kazakhstan   | 693    |
| 2 | Chine        | 629    |
| 3 | Hong Kong    | 423    |
| 4 | Iran         | 401    |
| 5 | Corée du Sud | 311,17 |